# Cambio climático en Libia
Situada a lo largo de la costa del mar Mediterráneo y el norte de África, Libia es muy vulnerable a los efectos del cambio climático. 
En comparación con las temperaturas medias mundiales, Libia se enfrenta a un calentamiento acelerado. Las temperaturas en Libia ya han superado la media mundial de 1,1 grados Celsius y se estima que alcanzarán aproximadamente 4 grados Celsius a finales de siglo. Los efectos del cambio climático, como la desertificación, el aumento del nivel del mar, las inundaciones y los patrones climáticos irregulares ya se notan en Libia y se espera que aumenten. 

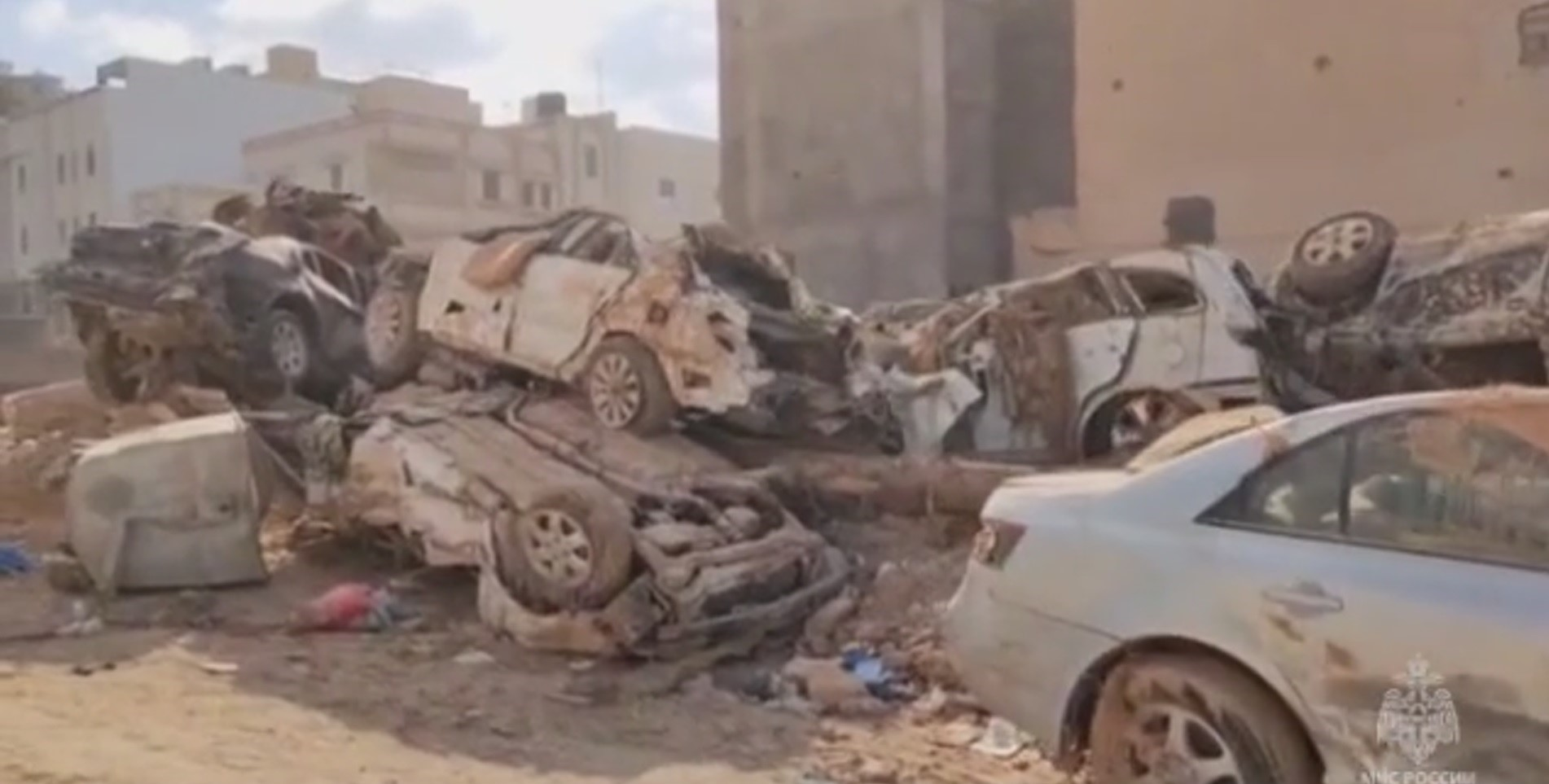
Devastación tras las inundaciones provocadas por la tormenta Daniel en septiembre de 2023.

El cambio climático ha tenido impactos notables tanto en el medio ambiente natural como en la sociedad. De hecho, el Índice de País de la Iniciativa de Adaptación Global de Notre Dame clasifica a Libia en el puesto 126 de 182 estados, en el nivel medio-bajo, como altamente vulnerable al cambio climático. 
Libia firmó la Convención Marco de las Naciones Unidas sobre el Cambio Climático (CMNUCC) recién en 2016 y ratificó el Acuerdo Climático de París en 2021.  A fecha de 2024, Libia no ha presentado sus contribuciones determinadas a nivel nacional (CDN). 

## Emisiones de gases de efecto invernadero
Libia es el mayor emisor de carbono de los países de África, con una tasa estimada de 8,5 toneladas de CO2 al año por persona.  Sin embargo, a escala mundial, Libia representa un porcentaje mucho menor de las emisiones de carbono. En 2022, Libia emitió 44,682 Mt de CO2, lo que equivale a solo el 0,1% de las emisiones mundiales de CO2.  En términos de metano, Libia es considerada uno de los mayores contaminadores mundiales en el contexto de su relación barril-quema. 
La quema de combustibles fósiles es la mayor fuente de estas emisiones en Libia, específicamente el petróleo.  Los sectores de la economía de Libia que producen las mayores emisiones de gases de efecto invernadero son el sector eléctrico, seguido por el sector del transporte.  En 2021, Libia fue el séptimo mayor productor de petróleo crudo de la Organización de Países Exportadores de Petróleo (OPEP).  Además, el 3% de las reservas de petróleo del mundo y el 39% de las reservas de petróleo de África se encuentran en Libia.  La economía de Libia, gracias a la producción de petróleo, depende actualmente de actividades que emiten gases de efecto invernadero.

## Impactos sobre el medio ambiente

### Cambios de temperatura y clima

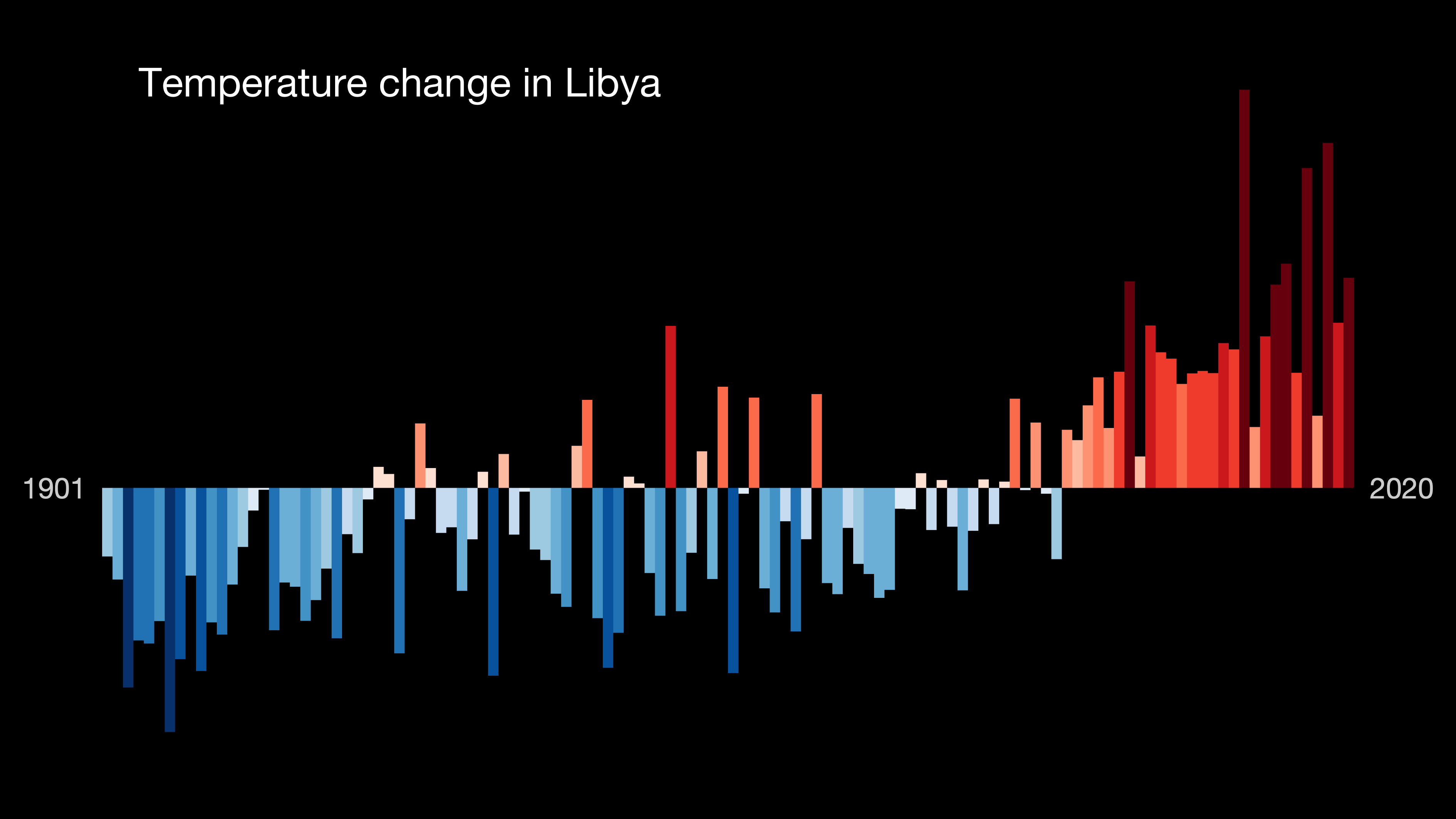
Cambios de temperatura en Libia 1901-2020.

El aumento de las temperaturas regionales junto con otros factores antropocéntricos de urbanización, migración y explotación de recursos está reduciendo la disponibilidad de tierras cultivables y contribuyendo a un aumento desproporcionado de los ecosistemas desérticos con respecto a otra vegetación y otros ecosistemas.  Las tierras cultivables ya eran escasas y alcanzaron su punto máximo en 1996, cuando representaban sólo el 1,2 por ciento del territorio del país. Desde entonces se ha reducido a aproximadamente el 1 por ciento del territorio. 

### Recursos hídricos

Esquema del Gran Río Artificial.

Libia sufre una escasez increíble de agua y es vulnerable a una gran inseguridad hídrica, en gran medida debido a su falta de ríos y otros cuerpos de agua dulce.  A nivel mundial, Libia es el sexto país con estrés hídrico.  Libia recibe alrededor de 56 milímetros de precipitación media anual a largo plazo, lo que conduce a una dependencia total de acuíferos no renovables y de la desalinización.  De hecho, el ochenta por ciento del suministro de agua potable del país proviene de acuíferos fósiles no renovables a través de una red de tuberías conocida como el Gran Río Artificial (GMMR). 
Libia tiene una alta tasa de consumo de agua, especialmente en la agricultura. De hecho, su consumo de agua para la agricultura es el cuarto más grande en la región de Medio Oriente y el Norte de África (MENA).  El sector agrícola recibe el 83,1% de todos los recursos de agua dulce, principalmente para la ganadería y el riego.  Junto con la disponibilidad limitada de agua y la frecuencia de las sequías en Libia, estos desafíos hacen que la escasez de agua sea un problema frecuente.

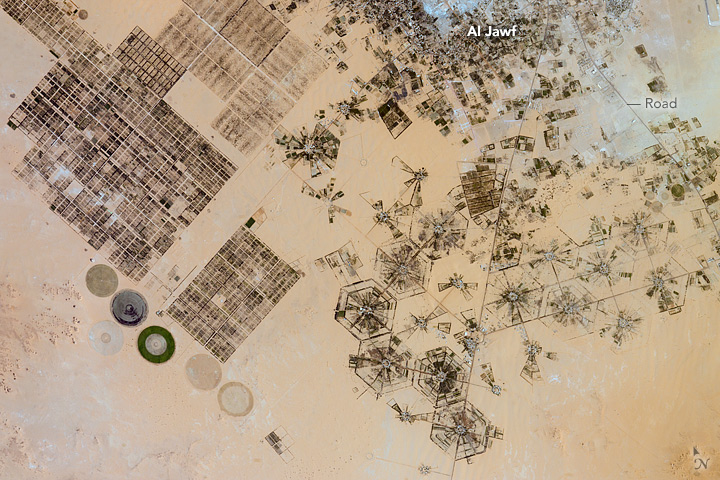
Imagen satelital de diferentes métodos de riego en Libia.

Libia se abastece de acuíferos subterráneos, incluidos algunos que se encuentran a lo largo de su costa en el mar Mediterráneo. Sin embargo, el deterioro de la calidad del agua añade presión adicional a los problemas de escasez de agua. Debido al aumento del nivel del mar y a las inundaciones, las fuentes de agua dulce en Libia experimentan intrusión de agua salada. Además, la contaminación causada por fertilizantes y la mala gestión de las aguas residuales han afectado negativamente la calidad del agua en algunos acuíferos. 
El Gran Río Artificial (GMMR) es un ejemplo de este tipo de acuífero y proporciona a Libia el 60% de sus recursos hídricos.  Es el proyecto de riego subterráneo más grande del mundo. Sin embargo, la construcción del proyecto permite aprovechar y explotar acuíferos no renovables, que no pueden recargarse con eventos de precipitación.  Por lo tanto, la estabilidad a largo plazo de este proyecto como recurso hídrico es variable ya que depende de una reserva decreciente.

## Impactos en las personas

### Aumento del nivel del mar
La población de Libia es más densa en su costa, con el 90% de los individuos viviendo a lo largo del mar Mediterráneo.  Los huracanes, junto con el aumento del nivel del mar, han provocado inundaciones, especialmente en ciudades portuarias como Derna.  Esto tiene múltiples efectos, incluidos impactos en la infraestructura (daños a edificios, puentes y sistemas de aguas residuales), erosión de la costa e intrusión de agua salada (que reduce la viabilidad del suelo fértil para la agricultura).

### Cambios de temperatura y clima
Libia ha estado experimentando temperaturas cada vez mayores, con un calor extremo en el verano de 2022 que superó los 50 grados centígrados.  El 90% de la población de Libia vive en centros urbanos.  Se espera que las poblaciones urbanas se vean muy afectadas por el cambio climático a medida que el aumento de las temperaturas en las regiones se combina con el efecto de isla de calor urbana, afectando así a la mayoría de la población urbana de Libia.  Las comunidades rurales también se verán afectadas por el aumento de las temperaturas, cuyos efectos pueden verse en el sector agrícola. La productividad agrícola se reduce debido a los cambios en los patrones climáticos y al aumento de las sequías.  Se espera que el rendimiento agrícola en Libia disminuya un 30% para 2060, dado un aumento aproximado de la temperatura de 1,5 a 2 grados Celsius.  Esto afectará la seguridad alimentaria y la viabilidad económica de la agricultura proporcionada a las comunidades rurales.

### Salud
En 2023, la tormenta Daniel provocó graves inundaciones en varias ciudades importantes de Libia. Las inundaciones provocaron la muerte de 4.352 personas y más de 8.000 personas siguen desaparecidas, según la Oficina de las Naciones Unidas para la Coordinación de Asuntos Humanitarios (OCHA).  Tras las devastadoras inundaciones de septiembre de 2023, los funcionarios de una misión de apoyo de las Naciones Unidas en la región informaron sobre contaminación del agua y malas condiciones de saneamiento.  La falta de agua potable tras las inundaciones provocó un brote de enfermedades y 150 personas sufrieron diarrea después de que los afectados bebieran agua contaminada. 
Los eventos relacionados con el cambio climático también tienen repercusiones en la salud mental, conocidas como ecoansiedad.  Un estudio que investigó la influencia del cambio climático en la salud mental de las poblaciones árabes libias descubrió que para las personas que han experimentado los efectos de un desastre natural existe la posibilidad de repercusiones directas en la salud mental, como depresión y sentimientos de impotencia, aumento de la ansiedad, angustia emocional aguda y alteración del sueño.  Los resultados del estudio también encontraron que las mujeres y los individuos más jóvenes mostraron niveles más altos de ansiedad que los hombres y los grupos demográficos de mayor edad. 

### Efectos sobre la migración
En Libia se producen tanto migraciones internas como interregionales. El cambio climático actúa como un multiplicador de amenazas para las poblaciones migrantes, influyendo tanto en el desplazamiento interno como en la dinámica de la migración hacia y a través del país. A partir de 2023, se tiene una presencia significativa de aproximadamente 704,369 migrantes de diversas naciones. La mayoría de los inmigrantes que entran a Libia proceden del África subsahariana y del norte de África. Los factores que impulsan la migración a Libia incluyen la búsqueda de oportunidades económicas, la degradación ambiental en sus países de origen y los conflictos o la violencia. 
Las poblaciones migrantes en Libia son particularmente vulnerables a los fenómenos climáticos y sus consecuencias, o a los choques climáticos.  Entre los más afectados se encuentran las personas que huyen de conflictos y guerras, quienes pueden encontrarse enfrentando desafíos adicionales debido a la inestabilidad ambiental. Muchos migrantes también utilizan Libia como punto de tránsito hacia Europa, y en 2023 se observó un aumento notable del número de migrantes que intentaron cruzar a Italia y Malta. 
La distribución de los migrantes dentro de Libia está determinada por factores económicos y climáticos. Los climas desérticos áridos disuaden a las poblaciones de establecerse en el sur de Libia, lo que impulsa a muchas a buscar oportunidades en zonas urbanas y costeras, lo que exacerba la concentración de población en las ciudades y aumenta la amenaza del aumento del nivel del mar para los medios de vida de los migrantes. 
La migración interna y el desplazamiento también son frecuentes debido a procesos climáticos de evolución lenta.  El aumento de las temperaturas, la sequía, las inundaciones y la salinización del agua han contribuido al desplazamiento interno, en particular cuando se combinan con una mala gestión de los recursos hídricos. La degradación de la infraestructura y la reducción de las capacidades agrícolas han provocado una mayor urbanización y el desplazamiento de las poblaciones rurales.

### Mitigación
Los esfuerzos para mitigar los efectos del cambio climático en Libia han sido limitados. Hay una falta de legislación climática actualizada y bien implementada. La última ley aprobada en Libia para abordar la degradación y la vulnerabilidad ambiental fue en 2003. La corrupción gubernamental y la mala gestión de los recursos, especialmente del agua y la energía, han contribuido a la falta de mitigación del cambio climático en Libia. 
Aunque los esfuerzos nacionales para mitigar el cambio climático son ineficaces e insuficientes, se están logrando avances a nivel comunitario e internacional.

### Adaptación
La adaptación al cambio climático ha sido lenta en Libia. Desde la implementación de la Ley de Mejora del Medio Ambiente de 2003, la aplicación de la política ambiental ha sido débil.  Se han realizado esfuerzos internacionales para impulsar a Libia en la dirección de implementar estrategias más adaptativas.  En 2023, Libia implementó la Ley sobre la regulación de las actividades radiactivas y nucleares y su control.  Sin embargo, sin la implementación de las NDC según la ratificación del Acuerdo de París, Libia aún está detrás de muchas naciones en su política climática adaptativa.

## Sociedad y cultura

### Activismo
Antes de 2011 existían restricciones gubernamentales a la participación cívica en la política y el activismo y las ONG existentes eran supervisadas de cerca para evitar dicha participación.  En 2011, una nueva constitución libia y un cambio de gobierno permitieron el activismo y la libertad de expresión con más límites a la supervisión gubernamental.  Estos cambios sociales catalizaron la formación de más de 6.000 organizaciones de la sociedad civil que abordan una amplia gama de cuestiones humanitarias y ambientales.  Sin embargo, en marzo de 2023, bajo la administración del primer ministro Abdul Hamid Dbeibeh, las ONG formadas después de 2011 comenzaron a perder sus licencias debido al temor a las repercusiones en las próximas elecciones.  La movilidad social creada por las ONG amenaza al gobierno y a la sociedad conservadora libia. La deslegitimación de las ONG en Libia amenaza el compromiso civil y el activismo en torno al cambio climático, lo que genera malestar local e internacional por la represión. 
Los efectos de los desastres naturales también han impulsado algunas formas de protesta recientes. Tras las catastróficas inundaciones que se produjeron en Derna (Libia) en septiembre de 2023, los manifestantes salieron a las calles para exigir responsabilidades al gobierno por la mala gestión de las infraestructuras y la mala gobernanza climática, que provocaron y agravaron las inundaciones.  Derna, una ciudad culturalmente rica, a veces llamada “la ciudad de los poetas”, también fue escenario de protestas y activismo a través de la poesía escrita durante y después de las inundaciones.  La presencia de las redes sociales ha inspirado la movilidad social en torno al activismo climático y ha proporcionado una plataforma para que las personas expresen ideas sobre cuestiones políticas y sociales. 

## Cooperación internacional
Debido a los altos factores de riesgo de vulnerabilidad, existe una importante cantidad de datos recopilados a través de organizaciones internacionales. Se han realizado esfuerzos de cooperación internacional para incluir a Libia en los debates y soluciones sobre el clima mundial, sin embargo, el progreso y el compromiso del gobierno libio para adherirse a la política y el protocolo climáticos internacionales han sido limitados.  El gobierno libio ha declarado anteriormente la importancia de la conservación del medio ambiente y los objetivos de cambio climático, sin embargo Libia sigue siendo la única parte signataria del Acuerdo de París sin una estrategia climática declarada.  
Las organizaciones y entidades internacionales brindan un apoyo significativo a los esfuerzos relacionados con el cambio climático en Libia. Por ejemplo, el PNUD trabaja con el gobierno y organizaciones públicas para ofrecer apoyo en áreas como la preservación de los recursos naturales y la transición energética con misiones como la de “Apoyo a la Transición Energética y la Mitigación del Cambio Climático”.  Además, otros actores internacionales como la Corporación Alemana para la Cooperación Internacional (GIZ) han invertido en proyectos para promover soluciones energéticas sostenibles y objetivos climáticos.  Un proyecto que se está llevando a cabo actualmente con GIZ en Libia se llama “Energía sostenible y adaptación al cambio climático para la resiliencia” (SECCAR), que cuenta con el apoyo financiero de las Naciones Unidas y del gobierno alemán. 
En noviembre de 2019, Argelia, Egipto, Libia, Mauritania, Marruecos y Túnez presentaron una nota conceptual de proyecto regional sobre el 'Programa transfronterizo para mejorar la resiliencia de los ecosistemas de oasis y los medios de vida en la región del norte de África' al Fondo Verde para el Clima (GCF).  Los oasis tradicionales del norte de África representan formas únicas de adaptación a condiciones ambientales extremas y brindan múltiples servicios ecosistémicos. 